# Leucadendron muirii
Leucadendron muirii är en tvåhjärtbladig växtart som beskrevs av Henry Phillips. Leucadendron muirii ingår i släktet Leucadendron och familjen Proteaceae. Inga underarter finns listade i Catalogue of Life.